# Юнаківка
Юнакі́вка — село в Україні, у Юнаківській сільській громаді Сумського району Сумської області. Центр громади. Населення станом на квітень 2025 року становило 2 особи. До 2020 орган місцевого самоврядування — Юнаківська сільська рада.

## Географія
Село розташоване біля витоків річки Локня, нижче за течією примикає село Локня. Навколо села проходить декілька магістральних газопроводів. Село розташоване на відстані 6 км від кордону з Росією.
На кордоні з Російською Федерацією розташований міжнародний автомобільний пункт пропуску «Юнаківка». Важливість цього населеного пункту полягає в тому, що через село проходить траса національного значення Н07 сполученням Київ—Суми—Юнаківка—Курськ. На цій ділянці сполучення проходить між Курськом та Сумами.

## Назва
Село засновано в 1685 р. вихідцями з Волині. Серед власників села — сотник Юнок С., з прізвища якого й було утворено назву. 
На початку 20 століття село мало три церкви, лавки, базар, ткацьку фабрику, пошту й телеграф. У селі проходили 4 ярмарки на рік. Кількість мешканців сягала 7,5 тисяч.

## Церква Різдва Богородиці

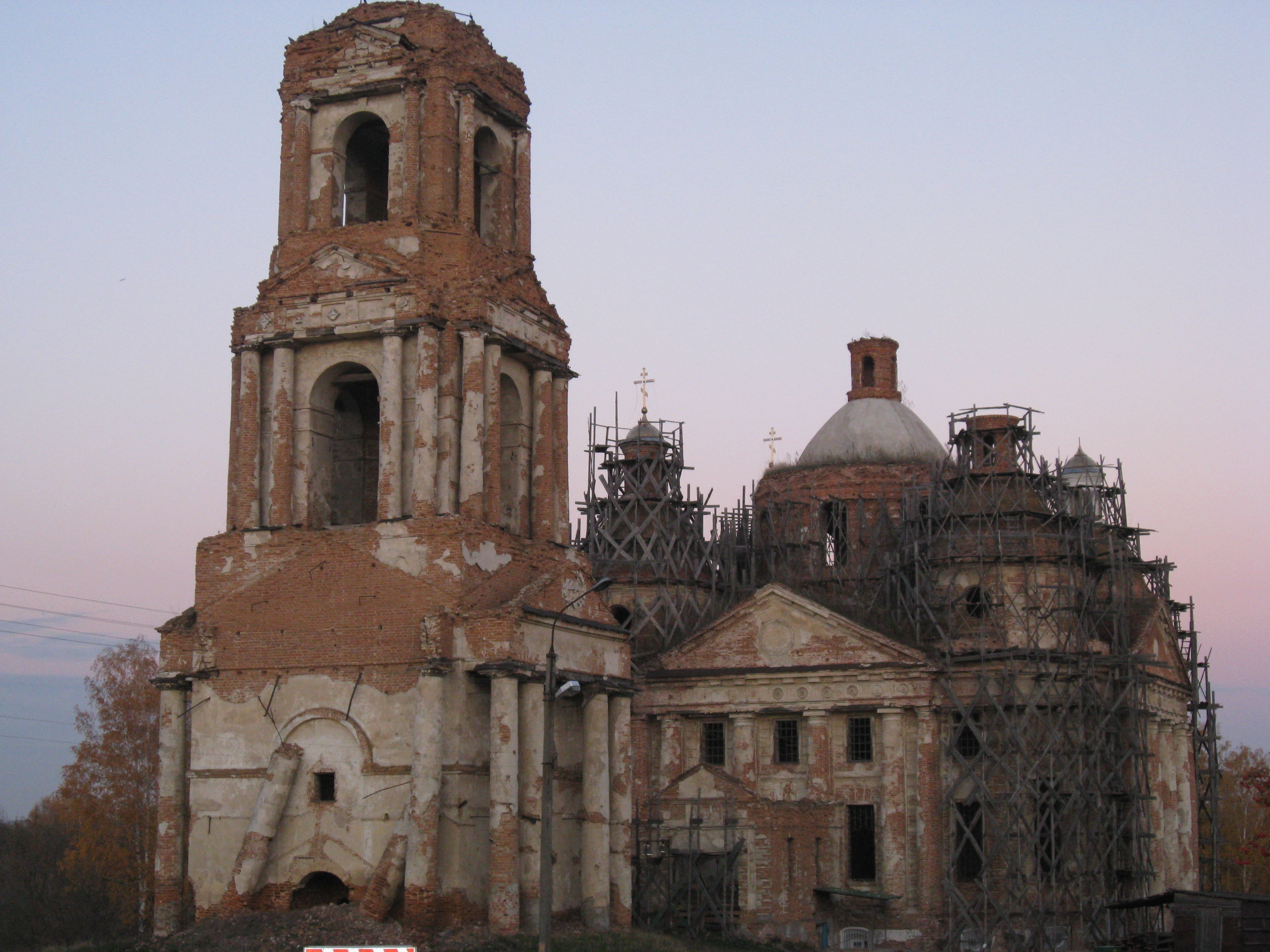
Церква Різдва Богородиці (Юнаківка)

Найкращим храмом села була церква Різдва Богородиці, закінчена побудовою в 1806 році, імовірно, коштом Голіцина. Монолітна, цегляна, зі зрізаними кутами. Фасади прикрашені колонними портиками з фронтонами, «утопленими» в стіни. Навколо центрального куполу — чотири бані з круглими вікнами освітлення. Склепіння бань — цегляні, увінчані ліхтариками з луковками (усі останні втрачені разом з дахами). Покинута, стан напіваварійний (на 2011 р.)
Поряд — цегляна дзвіниця, збережені три яруси, дзвони й завершення — не збережені, колони портика — похилені та напівзруйновані.
15 листопада 2024 року стало відомо, що російська армія пошкодила церкву. На оприлюднених фото помітно, що довкола споруди згоріли дерев'яні риштування, проламаний один з куполів, пошкоджено дзвіницю й верхівки башт.
Церква Різдва Богородиці належить до найкращих зразків доби раннього класицизму в Сумській області, а за поземним планом і архітектурними формами — до найкращих зразків в Україні.

## Історія
12 червня 2020 року, відповідно до розпорядження Кабінету Міністрів України № 723-р «Про визначення адміністративних центрів та затвердження територій територіальних громад Сумської області», село увійшло до складу Юнаківської сільської громади.
19 липня 2020 року, у результаті адміністративно-територіальної реформи й ліквідації Сумського району(1923—2020), увійшло до складу новоутвореного Сумського району.

#### Російське вторгнення в Україну (з 2022)
4 травня 2022 року між 6 та 7 годинами ранку російські війська двічі атакували кордон у Сумській області. За інформацією Державної прикордонної служби України, окупанти з літаків били на ділянці відділу прикордонної служби «Юнаківка» Сумського прикордонного загону. Зі слів голови Сумської ОВА Дмитра Живицького, між 6 та 7 ранку здійснено артобстріл з «Градів» уздовж кордону біля Юнаківки. Також кілька вистрілів з вертольоту здійснено по території біля Могриці. За даними відомства, унаслідок обстрілів жертв чи пошкоджень об'єктів інфраструктури не було.
23 лютого 2023 року рішенням №4 Юнаківської сільської ради «Про перейменування вулиць та провулку в населених пунктах Юнаківської сільської територіальної громади» вирішено перейменувати вулиці села без зміни нумерації будівель, відповідно з вулиці Першотравневої на вулицю Травневу; з вулиці Суджанської на вулицю Польову.
18 жовтня 2023 року армія РФ обстріляла село. Дві людини загинули, одна травмована. Зафіксовано 14 влучань. Пошкоджено крамницю й будівлі навколо, повідомив заступник керівника Офісу Президента Кирило Тимошенко.
9 лютого 2024 року в Юнаківці внаслідок обстрілу пошкоджені приватні садиби, а також приміщення й техніка місцевої агрофірми. Мешканці за допомогою односельців відновлюють будинки й наводять лад на подвір’ях.
29 березня 2024 року «вночі по Юнаківці були здійснені обстріли керованими авіаційними бомбами, унаслідок чого пошкоджені були близько 10 приватних житлових будинків, у яких повністю вибиті вікна й пошкоджені дахи. Усі мешканці селища досі без електроенергії. На щастя, усе обійшлося без травмованих та загиблих”, – сказано в повідомленні.
30 червня 2024 року близько 14:00, дня ворог ударив із САУ по околиці села. Унаслідок цього пошкоджений житловий будинок.
28 липня 2024 року село обстріляв російський агресор. Зафіксовано 2 обстріли: 2 вибухи, імовірно ФПВ-дрон.
4 серпня 2024 року населений пункт зазнав чергового обстрілу російськими військами. За інформацією ОК "Північ" зафіксовано 5 вибухів, імовірно ствольна артилерія 122 мм.
7 серпня 2024 року село зазнало авіаційних, ракетних та артилерійських ударів російським агресором.
10 серпня 2024 року село знову зазнало ворожих російських атак. Як повідомили в Оперативному командуванні «Північ», зафіксовано 2 вибухи, імовірно КАБ.
11 серпня 2024 року село вчергове обстріляв агресор. Як повідомили в оперативному командуванні «Північ» зафіксовано 2 обстріли: 3 вибухи, імовірно КАБ.
14 серпня 2024 року оперативне командування «Північ» повідомило, що російський агресор обстріляв Сумську область. У селі зафіксовано 1 вибух, імовірно КАБ. 
17 серпня 2024 року оперативне командування «Північ» повідомило про обстріли Сумської області. Серед постраждалих населених пунктів село Юнаківка – 2 обстріли: 4 вибухи, імовірно КАБ. Унаслідок обстрілу пошкоджено 1 адміністративну будівлю й 1 навчальний заклад.

## Відомі люди
У селі народилися:
- Матвієнко Леонід Григорович — Заслужений артист України, Заслужений артист Абхазії
- Охріменко Микола Йосипович — Герой Радянського Союзу;
- Панченко Євген Михайлович — бандурист.
- Халиченко Олександра Василівна (1911—1989) — радянська робітниця.

У селі в 19 ст. бував Т. Шевченко, актор Щєпкін Г. С. (джерело?)